# Déli kaurifenyő
A déli kaurifenyő (Agathis australis, Dammara australis) a tűlevelűek (Pinopsida) osztályába sorolt fenyőalakúak (Pinales) rendjében az araukáriafélék (Araucariaceae) családjának egyik legismertebb, vadon csak Új-Zélandon élő faja. Maori neve, a kauri, nemzetközileg elterjedt és több nyelven a rokonaiból álló kaurifenyő (latinul Agathis) nevét is adja. Tudományos nevében a „déli” (australis) jelzőt azért kapta, mert ez a Délkelet-Ázsiától Ausztráliáig és Óceániáig élő vidéken élő kaurifenyők legdélebben (az Egyenlítőtől legtávolabb) élő faja. Új-zélandi kaurinak is nevezik.

## Származása, elterjedése
Mintegy 20 millió éve fejlődhetett ki, bár elődei már a jura időszakban megjelentek. A kaurifenyő (Agathis) nemzetség körülbelül 20 faja Óceániában és Délnyugat-Ázsiában él; ezen belül a déli kauri kizárólag Új-Zéland Északi-szigetének a 38. szélességi körtől északra fekvő részén a tengerszinttől 600 méteres magasságig. Az Invercargill közelében megtalált megkövesedett maradványokból nyilvánvaló, hogy a pleisztocén kor előtt a szigetország legdélebbi részein is előfordult.
Az ország legnagyobb és leghíresebb fafajtája. Az intenzív fakitermelés után megmaradt élőhelyei természetvédelmi területek; közülük legjelentősebb a Waipoua-erdő. A legnevezetesebb famatuzsálemeknek az őslakos maorik külön neveket adtak. A legnagyobb ma élő kauri maori neve Tane Mahuta, az „erdő ura”, a második legnagyobb pedig a Te Matua Ngahere, „az erdő atyja”.
A kaurifenyők a világ legrégibb, ma is élő fafajtái közé tartoznak; ennek megfelelően a kaurierdők is a világ legrégibb növénytársulásai közé tartoznak. Ősiségük ellenére jól alkalmazkodtak az erdők és a versenytárs fafajták fejlődéséhez, erdeikben külön niche-t, azaz ökológiai fülkét foglalnak el. Sajátos talajhasznosításuk és szaporodásuk miatt állják a versenyt a „modernebb”, jóval később kifejlődött zárvatermőkkel. Állományaik sehol nem zártak, de különlegességük miatt azokat az erdőket, amelyekben előfordulnak, általában kaurierdőknek nevezik. Az ilyen erdők minél északabbra, azaz minél melegebb éghajlaton nőnek Új-Zélandon, annál a fajgazdagabbak, akár a hektáronként 20 fafajig is. A kauri ezekben az erdőkben kisebb csoportokban, foltokban, sávokban nő. Leggyakoribb társfái ezekben az erdőtársulásokban más fenyőfélék (9 faj), köztük:
- a rimu (Dacrydium cupressinum),
- a hegyi totara (Podocarpus hallii),
- a miro (Prumnopitys ferruginea) és délebbre
- egy déli bükk (Nothofagus) faj, a Nothofagus truncata.[1]

A talaj nedvességének különbségeire nem érzékeny, egyaránt jól megél a szárazabb, podzolos homokdűnéken, a kiszáradásra hajlamos gerinceken és a hullámzó dombvidékek nedvesebb talajain — ebbe a kategóriába tartozik a Waipoua-erdő, amelynek a völgyeiben magasan áll a talajvíz.

### Korábbi elterjedése
Elterjedési területe a holocénben sokat változott. A legutóbbi jégkorszak leghidegebb időszakában, 20 000–15 000 éve visszaszorult egészen az Északi-sziget északi csúcsa, az Északi-fok közelébe, mert csak ott kapta meg a minimálisan szükséges 17 °C évi átlaghőmérsékletet.
A legutóbbi nagy eljegesedés, amit Új-Zélandon Otiran-glaciálisnak neveznek (északi megfelelője a Würm-glaciális), mintegy 10 000 éve ért véget. Ezután a kauri gyorsan, évente mintegy 200 métert haladva kezdett dél felé terjeszkedni. Legnagyobb termőterületét 3000–2000 éve érte el. Terjedése a szakértők szerint azért lehetett ilyen gyors, mert már a fiatalon bőségesen terem, és magvait a szél messzebb viszi, mint a gyümölcsevő madarak a zárvatermők magvait.
A maorik Új-Zélandra érkezése idején kaurierdők a borították Coromandel-félszigetet és más északi területek nagy részét is. Mára ezen a területen kisebb foltokban összesen 7455 hektár érett kaurierdő maradt.

### Mocsári kauri

Mocsári kauri gyökértörzséból készült luxus-bútor

A kidőlt kaurifák némelyike tőzeglápokban oxigénmentes környezetben konzerválódott, és szinte sértetlenül maradt fenn. Néhány ilyen törzsmaradvány tömege eléri a 100 tonnát; korukat szénizotópos vizsgálatokkal 30 000–50 000 évre teszik. A mocsári kauri sajátos színe és szerkezete gyakran megmutatja azt is, hogyan változott lelőhelyén a mocsár vízszintje. Az ilyen faanyag nagyon értékes.

## Megjelenése, felépítése

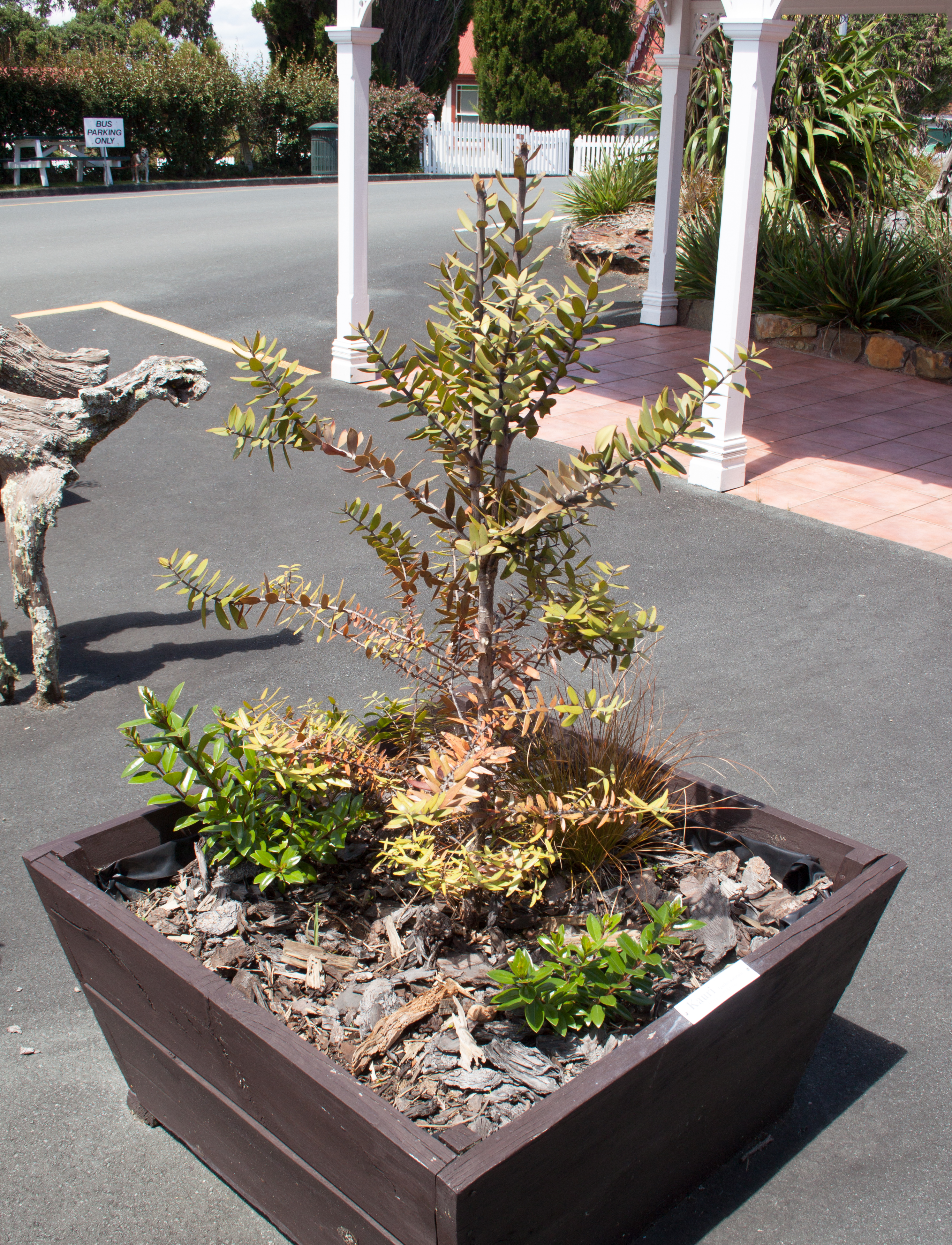
Kauri csemete bronzos színű levelekkel

A világ legnagyobb tömegű és legmagasabbra növő fái közé tartozik. Fiatal korában fenyőszerű és gyorsan, évente körülbelül 30 centimétert nő; ekkoriban karcsú törzse sűrűn ágas. Jellemző alakját 50–100 éves kora között kezdi felvenni, amikor eléri az erdő fölső lombkoronaszintjét. Ekkor fokozatosan felkopaszodik, amivel akadályozza a kúszónövények felkapaszkodását. A sima törzs feletti részen felső ágaiból hatalmas koronát fejleszt. Törzse ekkor már hengeres; felfelé nem vagy alig keskenyedik. Mire eléri a 40–50 m magasságot, impozáns, gyakran szabálytalan koronájával többnyire messze kimagaslik a környező fák közül. Sima törzséről a külső réteg pikkelyesen vedlik, amivel a kúszónövényektől, élősködőktől védi magát. Idősebb fák tövében a levált kéregdarabok kupaca akár két méter magas is lehet.
A kaurifák levelei 3–7 cm hosszúak és 1 cm szélesek, bőrlevél jellegűek, párhuzamos erezettel. A csemeték, egészen fiatal példányok levelei bronzszínűek, az idősebbeké zöldek. A hímivarú virágok ujj-alakúak, és miután virágporukat a szélre bízták, lehullanak. A 3–7 cm-es átmérőjű nőivarú tobozokban a termés a beporzás után 18-20 hónappal érik be, ekkor kis szárnyas magok hullanak ki a tobozokból, amelyeket a szél terjeszt el. A hím- és nőivarú virágok egy fán találhatók. A megtermékenyülés a szél útján terjedő, ugyanarról a fáról vagy egy másikról származó virágpor révén történik.

### Gyökérstruktúrája, interakciója a talajjal
A kőtiszafafélékhez (Podocarpaceae) hasonlóan a talajból a felszínhez közeli szerves anyagokat veszi fel sekélyen szétterülő  hajszálgyökereivel. Ezek mellett emellett több függőlegesen lefelé, akár öt méter mélyre is lenyúló tartógyökér biztosítja stabilitását.
A kauri egyedi módon hasznosítja a talaj tápanyagait. Saját növényi hulladékainak nagyobb része fás anyag, főleg fakéreg. Levelei gyakran tizenöt évig is a fán maradnak. A kauri által elhullatott szerves anyag sokkal savasabb kémhatású, mint a többi fafajtáé. A rothadás során és az esők révén ez a savas bomlástermék a talaj mélyébe mosódik. A talaj podzol-jellegűvé válik, ami a kauri sok zárvatermő versenytársa számára alkalmatlan a táplálék felvételére. A kaurifa környékén így a konkurens fajok nehezen tudnak fejlődni, így saját maga számára több tér marad.
A kauri saját bomló növényi hulladékai a savak mellett további egyedi összetevőket is tartalmaznak, mint a viasz és fenol, és különösen a csersav, amelyek károsak a mikroorganizmusok számára. Így a kauri törzse körül a talajon olyan táplálék-tartalék alakul ki, amiben csak a saját gyökerei jutnak tápanyaghoz. A kauri gyökerei szimbiózisban élnek bizonyos gombákkal, mint a mikorrhiza, amelyek elősegítik a táplálék, különösen a nitrogén felvételét. E mutualizmus révén cserébe viszont ezek a gombák maguk is tápanyaghoz jutnak a gyökereken keresztül. A kaurinak ez a sajátos talajhasznosítási módszere elősegítette, hogy versenyben tudjon maradni az evolúció során kialakult sokkal fiatalabb növénycsoportokkal.
A kauri által podzolizált, elszegényített talaj a fák kitermelése után is meglehetősen terméketlen marad. A korábbi kaurierdők helyét az európai telepesek gumlands-nek, azaz gumiföldeknek nevezik a kaurikopálnak talajban található maradványai miatt. Ezeknek a földeknek a növényzete azóta is csak csenevész bokrokból áll, illetve spontán módon újra kauri nő rajtuk.

## Életmódja, termőhelye
A többi kaurifenyőhöz hasonlóan örökzöld és egylaki.
Ha elegendő vízhez és napfényhez jut, már 15 éves korára eléri a 15 cm átmérőt és bőven terem. Szokásos, 40–50 m-es magasságának elérése után általában már nem lesz magasabb, csak hengeres törzse vastagodik.

### A kaurifák kora
A kutatások kevés szabályszerűséget találtak növekedése, törzsátmérője és kora között. Ültetett erdőkben fiatal példányai akár 12-szer is gyorsabban nőhetnek, mint a természetben. Az egyes facsoportokban gyakran nem a legidősebb példányok a legnagyobbak. Sok kaurifa tovább él 1000 évnél, de eddig nem sikerült egyértelműen bebizonyítani, hogy a 2000 évet is meghaladhatja a koruk. Mindazonáltal a dendrokronológiai kutatások, az élő fák, a beépített faanyag, valamint a mocsári kauri évgyűrűinek összehasonlítása révén már sikerült 4500 éves idősort összeállítani, ami a déli félgömbön a leghosszabb, és nagy segítséget jelent a klímatörténeti kutatásokban.

### A legnagyobb példányok

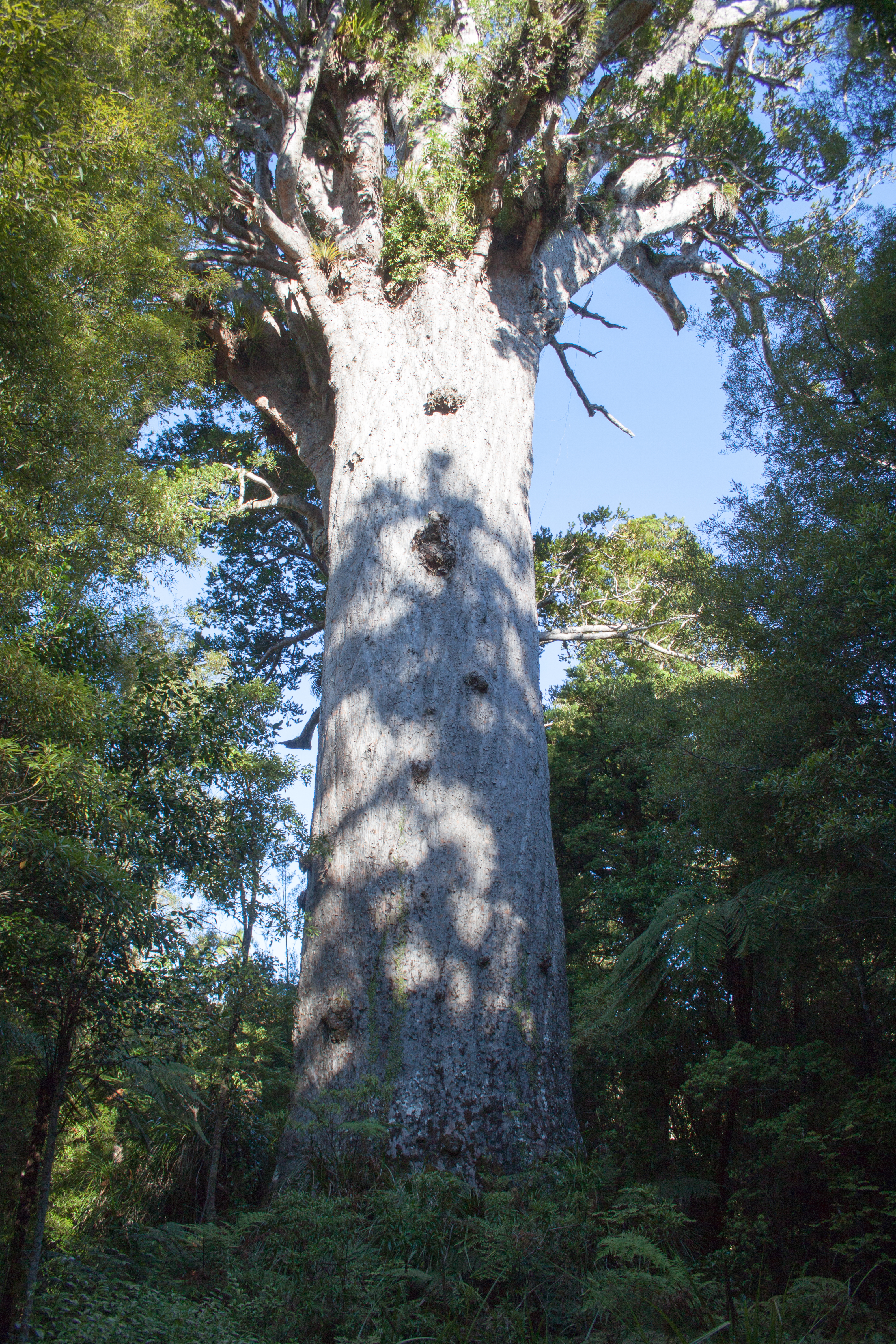
A faj ma élő legnagyobb példánya, a Tane Mahuta

A kaurifenyő mérete a kaliforniai óriás mamutfenyőével vetekszik. Általában a talajszinten mért átmérője és magassága is kisebb valamivel, de az egyes kaurifák tömege nagyobb lehet kaliforniai versenytársaikénál, mert törzsük felfelé nem keskenyedik el, hanem hengeres marad.
Az eddig megismert legnagyobb kauri maori nevén a Nagy Szellem volt a Waihou folyó környékén 8,54 méteres törzsátmérővel, 26,83 méteres kerülettel. 1890 körül tűz pusztította el.
Egy másik fát a Mercury-öbölnél a maorik az Erdők atyjaként tiszteltek. Az 1840-es évekre 22 méteres kerületet ér el. Az első ágaiig mért magassága 24 m volt. Villámcsapás pusztította el.
Egy további példány, a Kairaru, 20,1 méteres kerülettel és az első ágakig mért 30,5 méter magas hengeres törzzsel 1860-ban került be a feljegyzésekbe. Ez is erdőtűzben pusztult el az 1880-as vagy 1890-es években.
Mivel a kaurierdők 90%-át a 19. század végére kitermelték, a fennmaradt állományban kevés az óriás példány. Két hatalmas kaurit az 1970-es években döntöttek ki trópusi viharok. Az egyikük, a Toronui, a Waipoua erdőben élt, és az erdészek szerint ez volt korának legnagyobb élő kaurija. A másik, az Omahuta erdőben állt Kopi elérte az 56,39 méteres magasságot 4,19 méteres átmérő mellett. Mint sok más régi kauri, ezek is részben odvasak voltak.

## Kauri-betegség
A fának a felszínen vagy annak közelében élő hajszálgyökerei nagyon érzékenyek, és ez komoly veszély, főleg a növekvő idegenforgalom miatt. Az 1970-es években jelent meg egy phytophthora által okozott újfajta betegség a Great Barrier-szigeten. Ezt „kauri gallérrothadásnak” (kauri collar rot) nevezték el. A betegség terjedni kezdett az Északi-sziget kaurierdeiben is. A kór levélsárguláshoz, levélhulláshoz, ágak elszáradásához és végső soron a fa pusztulásához vezet. Okozóját (Phytophthora taxon Agathis, PTA)  2008 áprilisában azonosították pontosan. Legközelebbi rokona a Phytophthora katsurae. Ezt a növényi kártevőt nagy valószínűséggel emberek és állatok (különösen a vaddisznók) hurcolják be lábaikon. A probléma felismerését követően egy sor határozott intézkedést hoztak a biológiai biztonság jegyében az illetékes minisztériumok, önkormányzati szervek, hatóságok összefogásával. Többek között már a repülőtereken szigorú biobiztonsági ellenőrzésnek vetik alá az utasokat – természetesen nem csak a kauri-betegség miatt, hanem az egész, sajátos új-zélandi élővilág védelmében. Különösen tiltják a sáros túracipők és más használt, szennyezett turisztikai eszközök behozatalát; az ilyeneket fertőtlenítik. A sűrűn látogatott erdőkben lépten-nyomon táblák magyarázzák el a problémát és kérik a turistákat cipőjük megtisztítására, fertőtlenítésére, amire a helyszíneken eszközök is találhatók. Sokfelé, de különösen a legérzékenyebb területeken, az óriás kaurik közelében, a turistautakat emelt, fából készült járdákon vezetik, és hangsúlyozottan kérik, hogy azokat a látogatók ne hagyják el.
A betegségek mellett a szigetországba az ember által behurcolt invazív növény- és állatfajok is veszélyeztetik a kauri túlélését. Nagy gondot okoznak a rendkívül gyorsan szaporodó, Ausztráliából betelepített erszényes oposszumok, amelyek könnyen felboríthatják egy-egy terület ökológiai egyensúlyát. Különösen veszélyesek a ritka madarakra, mint a kokako, amelyekkel az élelemért versenyeznek, illetve a fiatal fákra, amelyeknek lerágják a kérgét. A természetvédelmi kérdések bonyolultságára jellemző, hogy az oposszumok elleni küzdelmet nehezíti, hogy jelentős társadalmi ellenállás bontakozott ki az irtásukra alkalmazott „1080” jelű méreg (sodium monofluoroacetate) használata ellen. A meleg, nedves északi-szigeti erdőkben gyorsan terjednek a behurcolt gyomnövények is, amikből már több mint száz fajt mutattak ki az erdőkben.

## A faanyag felhasználása
A kaurifa anyaga egyenes szerkezetű, könnyen megmunkálható és mégis szilárd. A világosabb szíjács valamelyest könnyebb súlyú. A faanyag nem igazán ellenálló a rothadással szemben, ezért a hajóépítésben védeni kell festéssel, lakkozással vagy más kezeléssel. Mégis népszerű (volt) a csónaképítők körében hosszú, tiszta deszkái, viszonylagos könnyűsége és gyönyörű megjelenése, ragyogása miatt.
A kauri könnyen gyalulható, fűrészelhető. Jól megtartja a csavarokat, szögeket. Az idők folyamán sötétedik és aranybarna színűvé válik. Nem törik vagy hasad könnyen. A fa gyökértörzse és elágazó koronája változatos szerkezetű anyagot tartalmaz, ami díszítési célokra is alkalmas.
A maorik, elsősorban méretei miatt, nagy tiszteletben tartották a kaurifákat, de mindennapi céljaikra, építkezésre, fafaragásra általában más fafajtákat, mint a totara és a miro, részesítettek előnyben. A kenuk építéséhez azonban, más fajták mellett, már ők is használták a kauri hosszú, egyenes szálú deszkáit.
Az első európai felfedezők már az 1700-as évek végén felismerték a fa kitűnő tulajdonságait. A törzsek rugalmassága és mérete kitűnően alkalmassá tette őket hajók építésére, tartalékalkatrészek, árbócok készítésére, az ideérkező hajók javítására. Az 1820-as évek közepére fakereskedők telepedtek le és fűrészmalmok épültek az Északi-sziget kauri-erdei közelében. Az őslakos maorik is szívesen árulták a fát európai árukért, majd puskákért cserébe.
Az európai letelepedés felgyorsulása után, 1840-től, a kauri mint építőfa is nagy keresletnek örvendett. Az 1860-as évek közepére gőzüzemű fűrészmalmok sora létesült a kikötők közelében. 1870 és 1910 között a fűrészmalmok foglalkoztatták a legtöbb munkást Auckland körzetében.
A kauri kitermelése nehéz és veszélyes munka volt az ország távoli és nehezen megközelíthető vidékein. A hatalmas kidöntött fákat kezelhető nagyságú darabokra kellett vágni a helyszínen, majd a hengeres darabokat a legközelebbi vízfolyáshoz görgették. A vizeket szükség esetén felduzzasztották, hogy le tudják úsztatni azokon a rönköket a legközelebbi tengerpartra. A duzzasztásra is a kaurit használták, becslések szerint mintegy 3000 kisebb gátat építettek belőle szerte a kauri-erdőkben. Ez a módszer azonban a kitermelt fa 30-40%-át is igénybe vette.

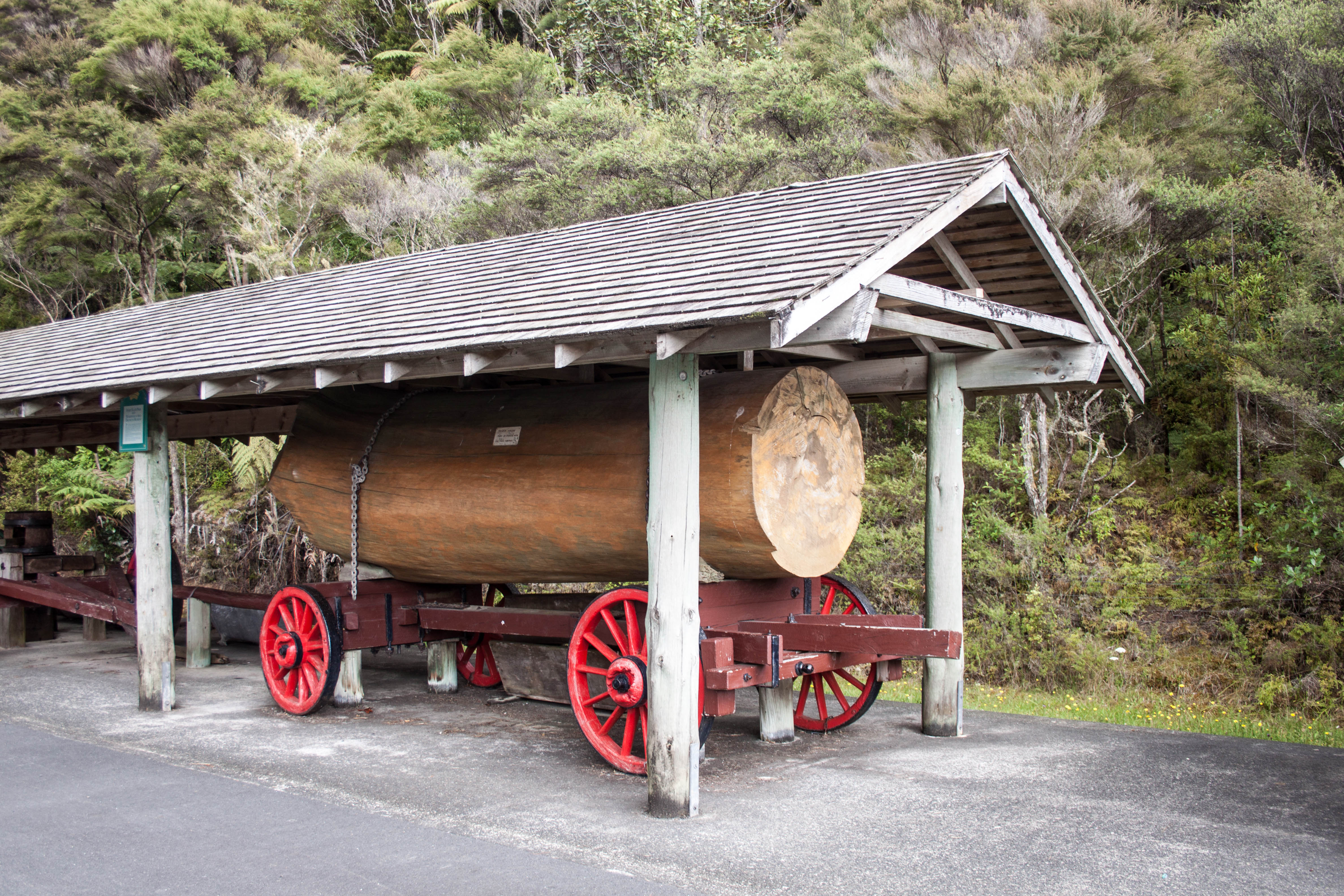
Kauri rönk Warkworth múzeumában
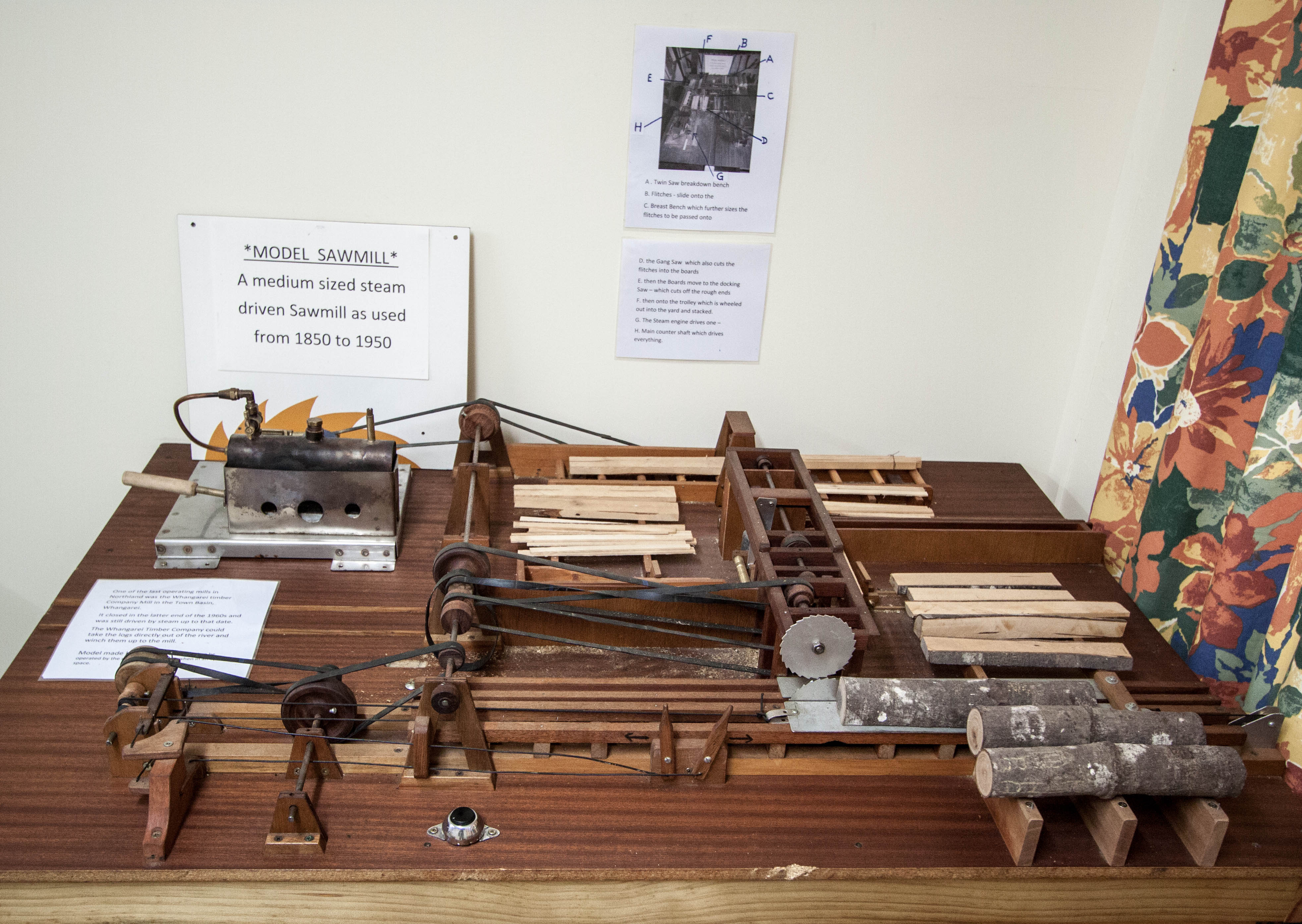
Fűrészmalom modellje
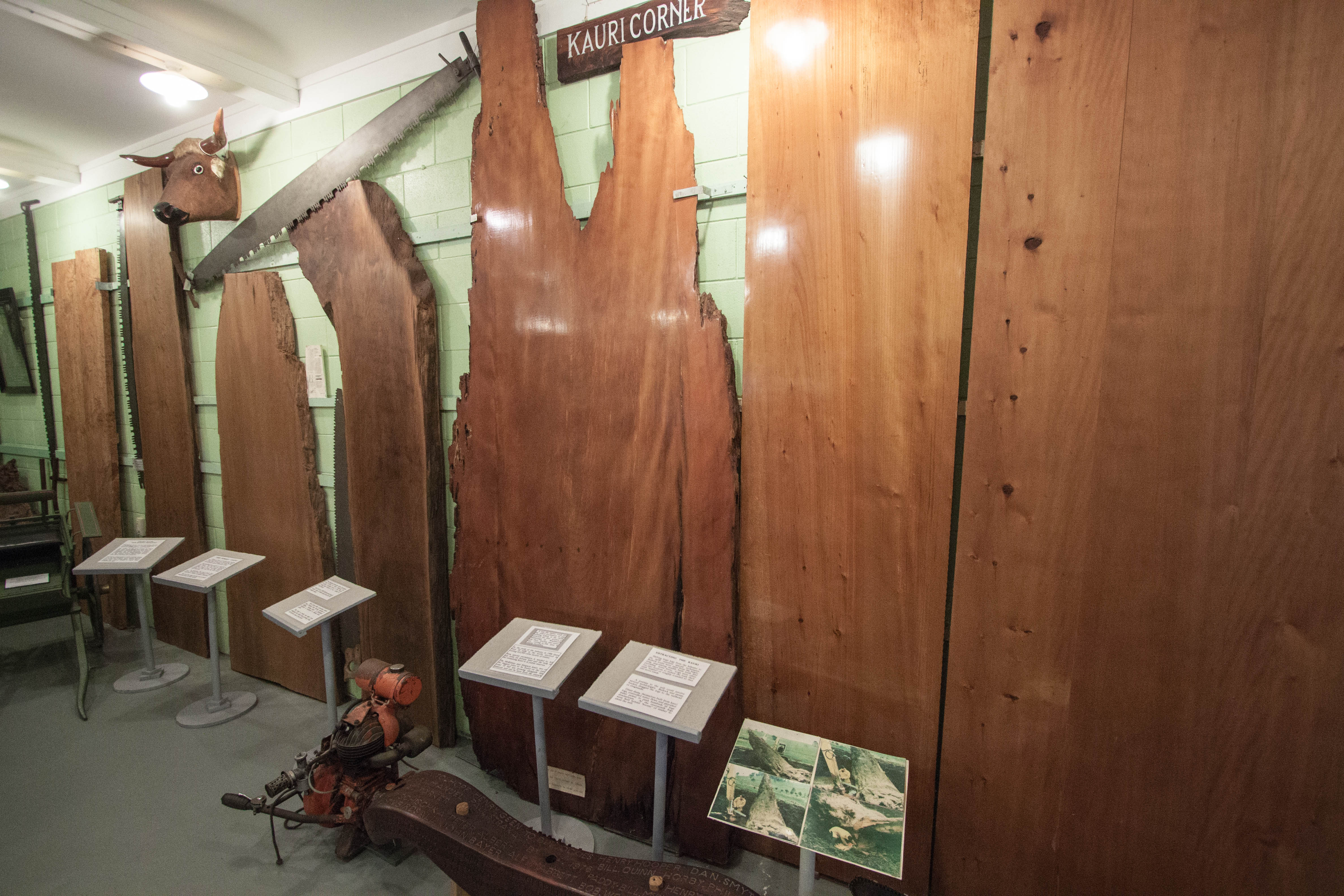
Kauri deszkák
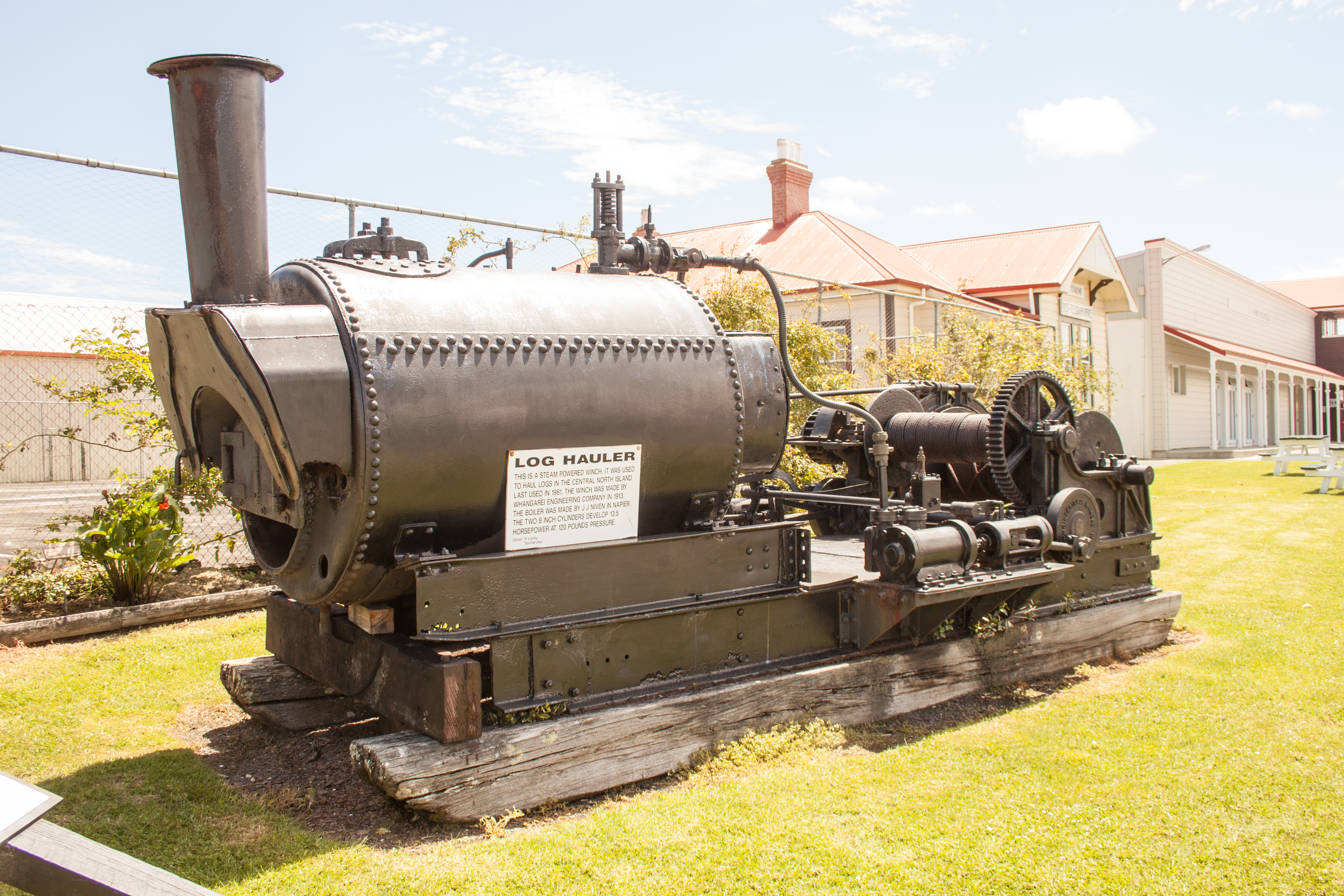
Gőzhajtású csörlő a rönkök mozgatásához
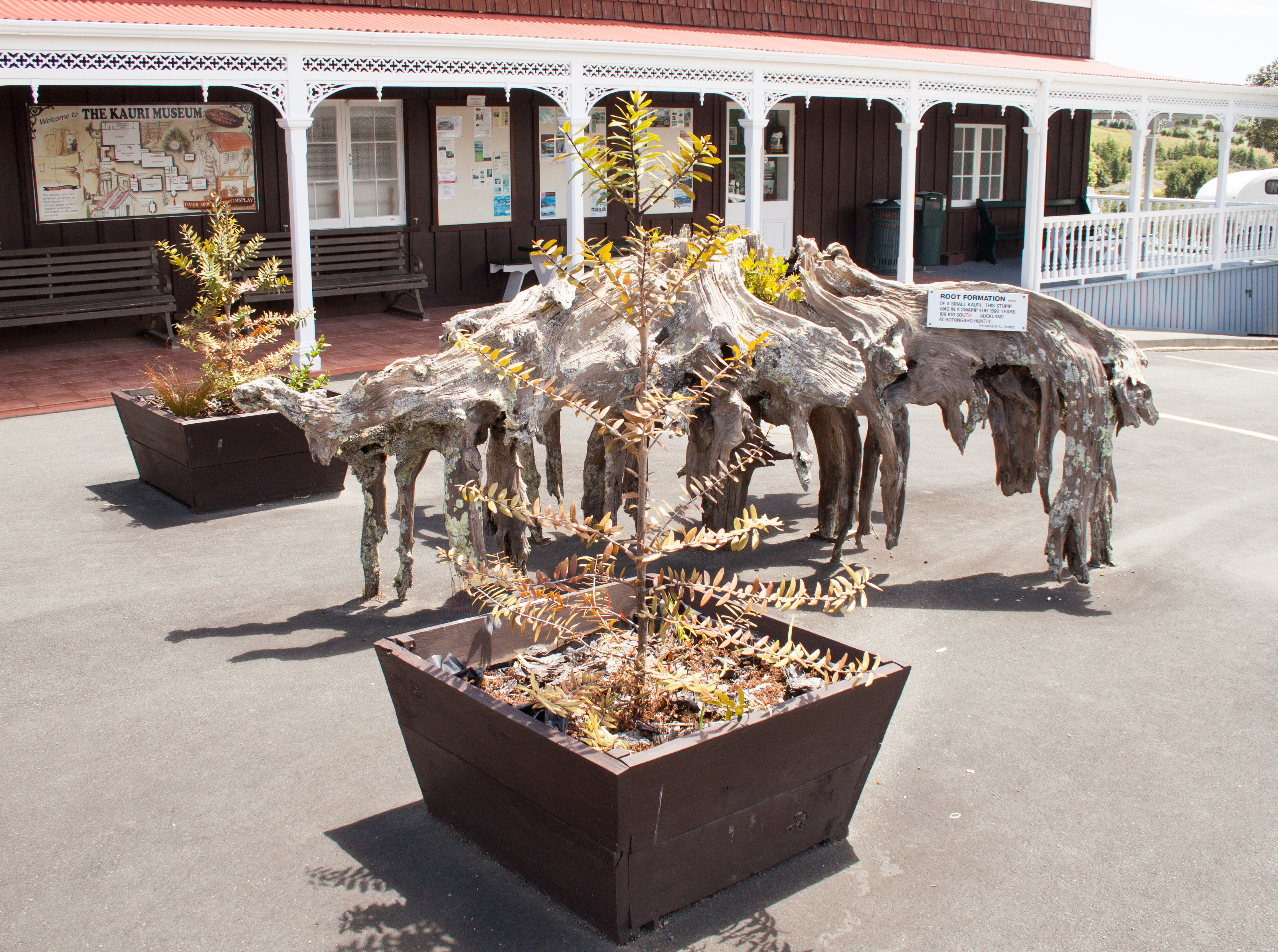
3 év körül kauri csemeték és egy fiatal mocsári kauri gyökérrendszere

Az építőfát nem csak a „közeli” Ausztráliába, de az Egyesült Államok nyugati partjára is nagy mennyiségben szállították. A kauri az 1906-os San Franciscó-i földrengés utáni újjáépítés során is nagy szolgálatokat tett.
Az 1900-as évek elejére a könnyebben hozzáférhető kauri-erdők túlnyomó részét kitermelték, a táj mezőgazdasági területté változott. A maradék famennyiség pénzbeli értéke egyre növekedett, ez elfojtotta az erdők pusztítása miatt bár akkor is ébredező aggodalmakat. Az 1920-as-, 30-as években még egy utolsó nagy fellendülése volt a kitermelésnek, akkor csökkent le a termőterület arra a kevés erdőfoltra, ami ma is megvan. Az erdészetek és a civil természetvédelmi mozgalmak küzdelem azonban folytatódott, és csak 1985-ben fejezték be végleg a kauri kitermelését az állami tulajdonban lévő erdészetekben.
A korábbi túlzott kitermelés miatt a kaurifa ma szigorú védelem alatt áll, bár a magántulajdonban lévő telepített erdőkben továbbra is engedélyezett a kitermelés. A természetes erdőkben csak a maorik vághatnak ki időnként rituális célokra egy-egy példányt. Ennek ellenére ma is lehet kaurifából készült termékeket vásárolni. Ezek az úgynevezett mocsári kauriból készültek, azaz olyan, régen élt fák anyagából, amelyeket korábbi mocsarak talajából termeltek ki. Ezek között 50 000 éves példányok is vannak. Emellett a Fidzsi kaurival helyettesítik, aminek faanyaga erősen hasonlít rá és ami bővebben tenyészik a Fidzsi-szigeteken és a környező szigetvilágban.

### A fa anyagának technikai specifikációi
- A kiszárított fa nedvességtartalma: 12%
- Sűrűség: 560 kg/m³
- Szakítószilárdság: 88 MPa
- Rugalmassági modulus: 9,1 GPa
- A kivágott kauri a normál, 12%-os nedvességtartalomra történő száradás során tangenciálisan 4,1%-ot, axiálisan 2,3%-ot zsugorodik.[20]

### Az erdők védelme, rekonstrukciója
A védelem mellett a kaurierdők helyreállítását is célul tűzték ki az állami természetvédelmi hatóságok (Department of Conservation) és a civil szervezetek. A természetvédelmi minisztérium intenzíven dolgozik a Waipoua közelében lévő Trounson Kauri Park „szárazföldi szigetté” alakításán, azaz a behurcolt állat- és növényfajok teljes kiirtásán, kizárásán erről a területről. Számos civil csoport, társadalmi egyesület, beleértve maori közösségeket is, folytat hasonló tevékenységet, együttműködve a hivatalos szervekkel. Többfelé rendszeresen és sikeresen foglalkoznak kaurik és más őshonos növények tömeges telepítésével.
Az emberi gondoskodás mellett a kauri-erdők önállóan is jelentős regenerációs képességeket mutatnak. Miután kiderült, hogy a korábbi kauri-erdők földje mezőgazdasági célokra alkalmatlan, mert ez a különleges fa kizsigerelte a talajt, e földeket  telepesek elhagyták és a bozótok vették át az uralmat. Ezeken a területeken sokfelé azonban megfigyelhető a kauri spontán térhódítása is. Ezeknek a másodlagos, regenerálódó kauri-erdőknek a területe becslések szerint 60 000 hektár, azaz jóval meghaladja a maradék eredeti kauri-erdőkét, és ezek is védettek.

## A kaurikopál (kauri-gumi)
A kauri hatalmas mennyiségű gyantát termel. Ez a fa kérgén kialakult sebekből szivárog, és a fa törzsén, tövében 50 kg-ot is elérő tömegű csomókban gyűlik össze, vagy jégcsapokhoz hasonlóan csüng az ágakról. A gyantát a gyökér, szár és ágak is izzadják. Ezek a tömbök idővel a földre zuhannak, vagy a kidőlt fával együtt kerülnek a föld felszíne alá és ott idővel bizonyos mértékig fosszilizálódnak. A kauri friss vagy félig fosszilizált gyantája a kaurikopál. A helyiek ezt a gyantát hagyományosan guminak nevezik (kauri gum). A kaurikopál sokféle változatban fordul elő keménysége, színe, áttetszősége szerint. Minősége függ a korától, azaz, hogy mennyi idő töltött a föld alatt eltemetve, de még attól is, hogy milyen egészségi állapotban volt a fa, vagy melyik részén keletkezett a gyanta termelését kiváltó sérülés.

### A kaurikopál felhasználása
A maorik a kauri friss gyantáját rágógumiként, tüzek gyújtásakor égésgyorsítóként, textilbe csavarva fáklyaként (például éjszakai halászathoz), valamint a tetováláshoz használták. Az elégetett gyanta hamuját finom porrá törték, és növényi olajjal vagy állati zsiradékkal vegyítve a bőrön ejtett karcolásokba dörzsölték. Ezzel kékes-fekete vagy zöldes színeket tudtak előállítani.
Az európai bevándorlók a 19. század derekától nagy ütemben irtották a kauri-erdőket. Hamarosan rájöttek arra, hogy a már kitermelt kauri-erdők földje további értéket rejt, a megszilárdult gyanta tömbjeit, az úgynevezett kauri-gumit. A kauri gyantáját, a kaurikopált a festék- és lakkgyártásban használták fel nagyjából 1850 és 1930 között, a szintetikus anyagok elterjedése előtt. 1910-től a linóleum gyártásában is szerepet kapott. A viktoriánus korban olcsóbb ékszerek készítésére is használták, illetve a borostyánt hamisították vele.
A kaurikopál kitermelésére a bevándorlók egy csoportja szakosodott, akik Dalmácia területéről érkeztek Új-Zélandra; az irodalom dalmátoknak, horvátoknak vagy jugoszlávoknak is nevezi őket. 1885-re már mintegy 2000-en foglalkoztak ezzel a családon belül is öröklődő szakmával. A „gum-diggerek”, ahogy az új-zélandi angolban nevezték őket, hosszú, vékony botokkal, ásóval, fejszével, kosárral és hátizsákkal járták a kiirtott erdő helyén maradt bozótot, illetve a régi mocsarak helyét, a mocsári kauri maradványai után kutatva. A tapasztalt gum-digger már a földfelszín alakjából megsejtette a korábbi kaurifák helyét. Hosszú, vékony botjával furkálta meg a talajt a kopáltömbök után kutatva. A zsákmányt aztán az aucklandi raktárakba szállították.
A kaurigumi exportja az 1860-as 1000 tonnáról 1870-re 5000 tonnára nőtt. A kitermelés 1900-ban érte el a csúcsát 10 000 tonnával, aminek az értéke korabeli árakon 600 000 angol font volt. A gazdagabb lelőhelyek kimerülése, valamint a kopál iránti kereslet csökkenése után a dalmát gum-diggerek nagyrészt szőlőtermesztéssel kezdtek foglalkozni.
Ma a borostyánra hasonlító, kis mértékben fosszilizálódott kaurigumiból népszerű ajándéktárgyakat készítenek, amelyekben néha bogarak vagy páfránydarabok is láthatók. A borostyánnál azonban sokkal kevésbé szilárdak, felszínük könnyebben karcolható.

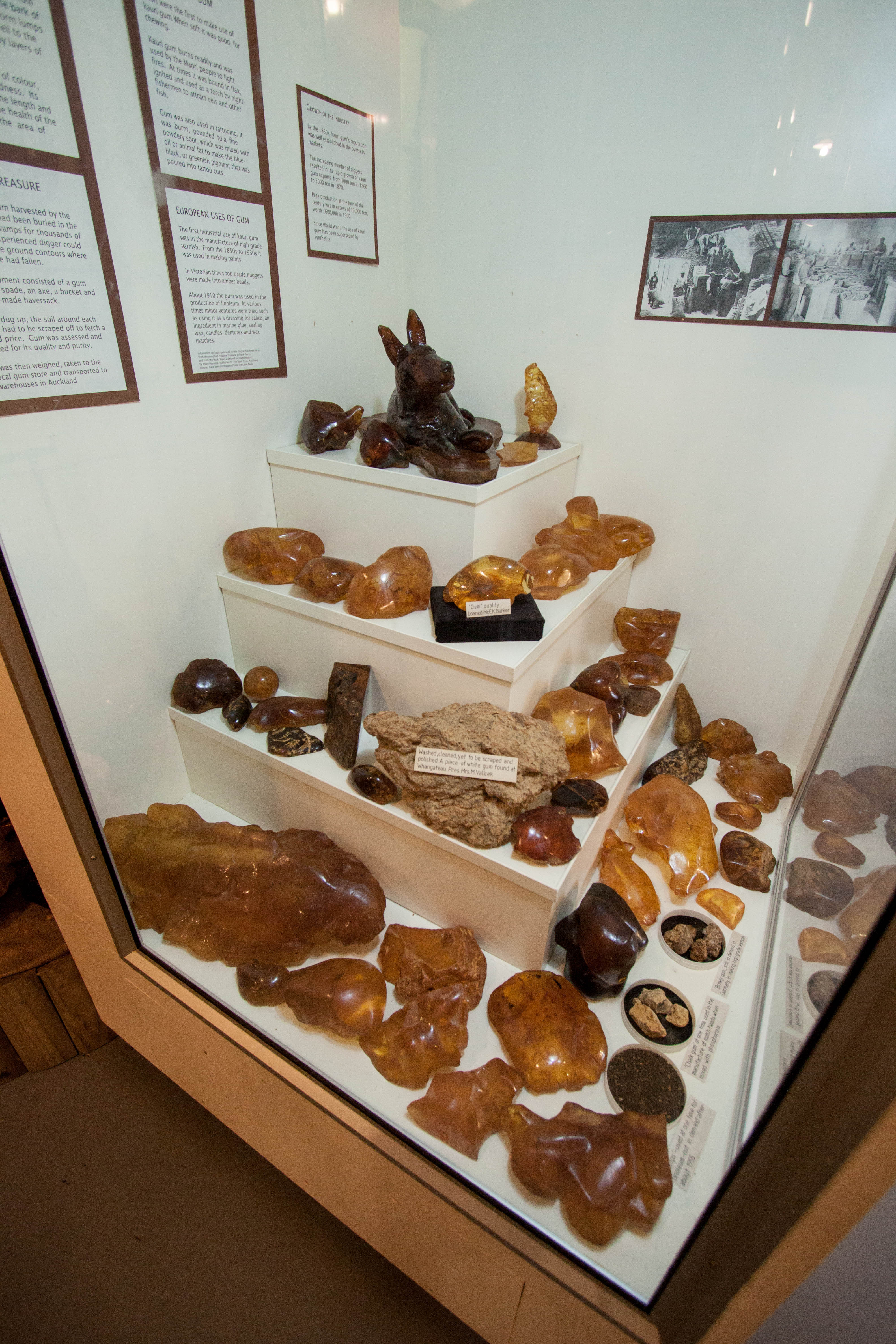
Kaurikopál-gyűjtemény Warkworth múzeumában
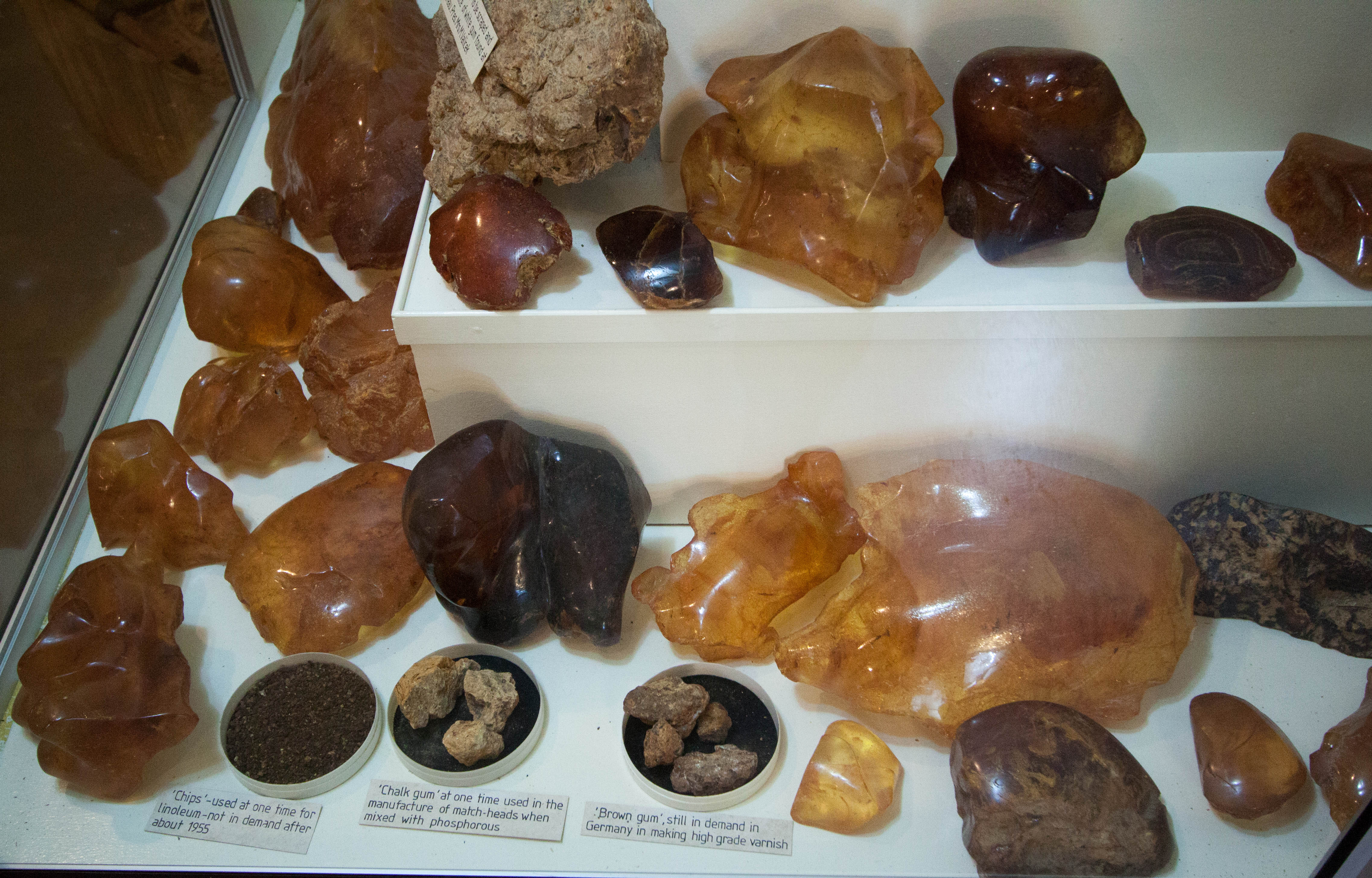
Különböző minőségű kaurikopál-darabok

## Fordítás
- Ez a szócikk részben vagy egészben a Agathis australis című angol Wikipédia-szócikk ezen változatának fordításán alapul.  Az eredeti cikk szerkesztőit annak laptörténete sorolja fel. Ez a jelzés csupán a megfogalmazás eredetét és a szerzői jogokat jelzi, nem szolgál a cikkben szereplő információk forrásmegjelöléseként.
- Ez a szócikk részben vagy egészben a Neuseeländischer Kauri-Baum című német Wikipédia-szócikk ezen változatának fordításán alapul.  Az eredeti cikk szerkesztőit annak laptörténete sorolja fel. Ez a jelzés csupán a megfogalmazás eredetét és a szerzői jogokat jelzi, nem szolgál a cikkben szereplő információk forrásmegjelöléseként.